# Wilhelm Dreesen
Wilhelm Anton Georg Dreesen (født 31. marts 1840 i Rendsborg, død 18. december 1926) var en dansk-tysk fotograf.
Dreesen blev født i 1840 i Rendsborg, hvor hans far var ansat ved den danske militær. Efter forældrenes død kom Dreesen til et militært børnehjem i Egernførde, hvor han som 14-årig blev uddannet som svømmelærer. Under den 2. Slesvigske Krig kæmpede han på dansk side ved Dybbøl. Efter krigen åbnede Dreesen 1865 et fotoatelier i Flensborg, hvor han arbejdede blandt andet som portrætfotograf. Kort tid efter åbnede han filialer i Kiel, Kappel og Aabenraa.
Efter brorens død begyndte han også at male og tilsluttede sig kunstnerkolonien Egernsund ved Flensborg Fjord. Fotografen spillede snart en en central rolle i kunstnerkolonien, især i henblik af kunstnergruppes sammenhold. I 1880'erne slog han sig på kunstnerisk landskabsfotografi. Han deltog nu med succes på internationale udstillinger, blev prisbelønnet i Hamborg 1868, Altona 1869, Haderslev 1873 og blev i 1887 Lyksborg Slots hoffotograf.
I 1892 kunne han sammen med de andre kunstnere fra Egernsund udstille i Flensborgs Kolosseum. I flere billedreportager dokumenterede han den kulturelle forandringsproces i Sønderjylland. Han besøgte blandt andet de nyoprettede badebyer på de nordfrisiske øer. 1900 gik han på pension.